# Солкин, Виктор Никонорович
Ви́ктор Никоно́рович Со́лкин (род. 25 июля 1939 года) — российский государственный и военный деятель, генерал-лейтенант внутренней службы в отставке, бывший директор Государственной фельдъегерской службы Российской Федерации.

## Биография
Родился 25 июля 1939 года в селе Ивановка Жерновского района (ныне Петровский район) Саратовской области в многодетной крестьянской семье.
После окончания 7 класса, в 1954 году поступил в Энгельсский коммунально-строительный техникум, который окончил с отличием в 1958 году. В этом же году был призван на срочную службу и направлен рядовым в школу сержантского состава инженерно-строительных частей Пограничных войск КГБ СССР, расположенную в г. Озерске Калининградской области. По её окончании полгода служил сержантом в одной из войсковых частей КГБ СССР в г. Москве.
В 1959 году поступил на учебу в Московское пограничное военное училище КГБ при Совете Министров СССР, в 1962 году с отличием окончил его.
С 1962 по 1977 годы проходил службу в Отдельном полку Управления КГБ СССР, где последовательно занимал должности командира взвода, секретаря полкового комитета ВЛКСМ, начальника полковой (сержантской) школы и командира батальона. В 1972 году с отличием окончил Высшую школу КГБ СССР им. Ф. Э. Дзержинского по специальности юрист-правовед. В декабре 1977 года был переведен в Военно-строительное, а затем Хозяйственное управления КГБ СССР и назначен на должность сначала заместителя, а затем исполняющего обязанности начальника одного из отделов центрального аппарата.
В августе 1986 года решением руководства КГБ СССР откомандирован в распоряжение МВД СССР и назначен начальником 4-го отдела Управления фельдъегерской службы при Министерстве связи СССР, который обслуживал фельдъегерской связью министерства и ведомства оборонного значения.
С декабря 1986 года заместитель начальника УФС при МС СССР — начальник организационно-инспекторского отдела.
В 1993 году был заместителем начальника ГФС России — начальником 4-го отдела, с 1994 года — первый заместитель директора ГФС России.
9 августа 1995 года полковник внутренней службы В. Н. Солкин назначен директором ГФС России; в ноябре того же года ему было присвоено специальное звание «генерал-майор внутренней службы». Руководителем ГФС России служил по 1999 год.
В ноябре 1998 года Указом Президента Российской Федерации было присвоено звание генерал-лейтенанта внутренней службы.
В марте 2000 года уволен на пенсию по состоянию здоровья.
В настоящее время работает заместителем Генерального директора по режиму и кадрам на одном из предприятий группы компаний «Виноградов».

### Семья
- Жена — Солкина Лидия Яковлевна
- Сын — Солкин Андрей Викторович
- Сын — Солкин, Виктор Викторович
- Внучка — Солкина Анна
- Дочь — Солкина (Колесова) Лариса Викторовна
- Внук — Колесов Игорь

## Награды
- Орден «За заслуги перед Отечеством» IV степени
- Орден Дружбы
- Орден «За службу Родине в Вооружённых Силах СССР» III степени
- Заслуженный юрист Российской Федерации
- Почётная грамота Правительства Российской Федерации (31 августа 1999 года) — За большой личный вклад в дело развития и совершенствования федеральной фельдъегерской связи, укрепления безопасности государства и многолетнюю безупречную службу[2]
- Крест «За заслуги» (ГФС)
- Медаль «За верность долгу» (ГФС)